# Aulacospermum plicatum
Aulacospermum plicatum är en flockblommig växtart som beskrevs av Pimenov och Kljuykov. Aulacospermum plicatum ingår i släktet Aulacospermum och familjen flockblommiga växter. Inga underarter finns listade i Catalogue of Life.